# Индуктивное множество
Индуктивное множество — множество, элементами которого являются пустое множество и каждый следователь любых своих элементов. Следователем элемента множества называют множество, которое является объединением элемента и множества, содержащего этот элемент как свой единственный член (все элементы индуктивного множества являются множествами). Об индуктивных множествах часто говорят в контексте аксиомы бесконечности.
С помощью индуктивного множества можно построить теоретико-множественную модель натуральных чисел.
При условии истинности аксиомы выбора все существующие множества являются либо индуктивными, либо рефлексивными, третьего не дано. Не существует множеств с мощностью, промежуточной между мощностями конечных и бесконечных множеств.

## Определения

### Определениe 1[1]
Пусть {\displaystyle X} — произвольное множество. 
{\displaystyle \forall x\in X\quad x+1\in X.}

### Определениe 2
Пусть {\displaystyle A} — произвольное множество. Следователем (по фон Нейману) множества {\displaystyle A} называется множество {\displaystyle A\cup \{A\}}. Он обозначается {\displaystyle S(A)}.
Множество {\displaystyle X} называется индуктивным, если выполнены 2 условия:
1. {\displaystyle \varnothing \in X};
2. для каждого {\displaystyle A\in X} {\displaystyle S(A)} тоже входит в {\displaystyle X}.

## Свойства
Далее описываются свойства индуктивных множеств в теории множеств Цермело-Френкеля. В любое индуктивное множество входят элементы {\displaystyle \varnothing ,S(\varnothing ),S(S(\varnothing )),S(S(S(\varnothing ))),\ldots }. Более того, пересечение всех индуктивных множеств есть в точности совокупность элементов такого вида. При помощи множеств такого вида строится основное определение натуральных чисел в ZF (определение фон Неймана): {\displaystyle 0} определяется как {\displaystyle \varnothing }, {\displaystyle 1} — как {\displaystyle S(\varnothing )}, {\displaystyle 2} — как {\displaystyle S(S(\varnothing ))} и так далее. При таком определении множество натуральных чисел есть пересечение всех индуктивных множеств:
{\displaystyle \mathbb {N} =\bigcap \{x\;|\;x} — индуктивно{\displaystyle \}}
Аксиома бесконечности в ZF обычно формулируется как «существует индуктивное множество». Из существования хотя бы одного индуктивного множества и схемы выделения сразу следует существование их пересечения, то есть множества натуральных чисел. Множество натуральных чисел является наименьшим по включению индуктивным множеством. Любое индукивное множество является бесконечным и даже более того, бесконечным по Дедекинду.
В теории множеств Цермело существование индуктивного множества нельзя ни доказать, ни опровергнуть, а натуральные числа там определяются по-другому.

## Множество натуральных чисел[1]
Наименьшее индуктивное множество, содержащее 0 (или 1). 